# Souvret
Souvret is een dorp in de Belgische provincie Henegouwen, en een deelgemeente van de Waalse gemeente Courcelles.
Souvret was een zelfstandige gemeente, tot die bij de gemeentelijke herindeling van 1977 toegevoegd werd aan de gemeente Courcelles.

## Bezienswaardigheden
- De Sint-Bartholomeüskerk (Église Saint-Barthélemy) is een neogotisch kerkgebouw van 1882.

## Natuur en landschap
Souvret ligt aan de rand van het Steenkoolbekken van Charleroi. De hoogte aan de kerk bedraagt 165 meter.

## Economie
Steenkoolwinning vond onder meer plaats in de mijn van Six-Périer, waarvan de site in 1995 werd omgevormd tot een groene ruimte. Hier is ook de mijnterril nog aanweziog.

## Demografische ontwikkeling
- Bronnen:NIS, Opm:1831 tot en met 1970=volkstellingen, 1976= inwoneraantal op 31 december

## Nabijgelegen kernen
Courcelles, Roux, Goutroux, Forchies-la-Marche, Trazegnies